# Moca (Moca)
Moca es un barrio-pueblo ubicado en el municipio de Moca en el estado libre asociado de Puerto Rico. En el Censo de 2010 tenía una población de 1735 habitantes y una densidad poblacional de 2.086,88 personas por km².

## Geografía
Moca se encuentra ubicado en las coordenadas 18°23′31″N 67°6′53″O / 18.39194, -67.11472. Según la Oficina del Censo de los Estados Unidos, Moca tiene una superficie total de 0.83 km², que corresponden a tierra firme.

## Demografía
Según el censo de 2010, había 1735 personas residiendo en Moca. La densidad de población era de 2.086,88 hab./km². De los 1735 habitantes, Moca estaba compuesto por el 89.8% blancos, el 6.17% eran afroamericanos, el 0.12% eran amerindios, el 0.17% eran asiáticos, el 1.67% eran de otras razas y el 2.07% pertenecían a dos o más razas. Del total de la población el 99.37% eran hispanos o latinos de cualquier raza.